# Уиллистон (аэропорт)

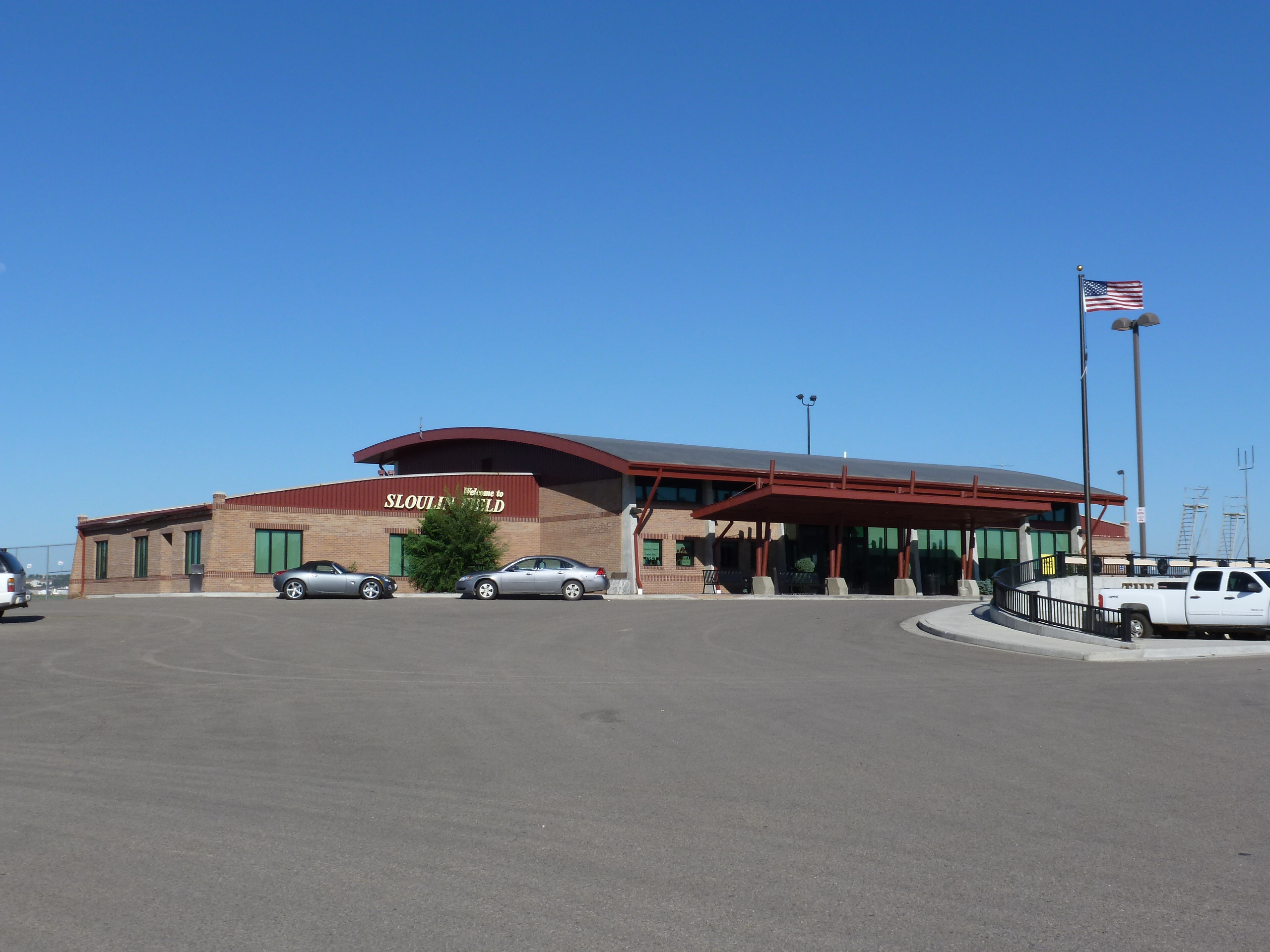
Терминал аэропорта в 2012 году

Международный аэропорт Слоулин-Филд (англ. Sloulin Field International Airport), (ИАТА: ISN, ИКАО: KISN, FAA LID: ISN) — государственный гражданский аэропорт, расположенный в трёх километрах к северу от центральной части города Уиллистон (Северная Дакота, США).
В аэропорту работает служба таможенного контроля на рейсах в Канаду и другие государства. Аэропорт не обслуживает регулярные коммерческие рейсы за пределы страны, таможенный досмотр предназначен для проверки пассажиров на рейсах авиации общего назначения. Регулярные перевозки осуществляет региональная авиакомпания Great Lakes Airlines, выполняющая по два рейса каждую субботу и воскресенье.

## Операционная деятельность
Международный аэропорт Слоулин-Филд занимает площадь в 299 гектар, расположен на высоте 604 метров над уровнем моря и эксплуатирует две взлётно-посадочные полосы:
- 11/29 размерами 2027 x 30 метров с асфальтовым покрытием;
- 2/20 размерами 1052 x 18 метров с асфальтовым покрытием.

За период с 31 декабря 2006 года по 31 декабря 2007 года Международный аэропорт Слоулин-Филд обработал 24 736 операций взлётов и посадок самолётов (в среднем 67 операций ежедневно), из них 59 % пришлось на авиацию общего назначения, 33 % составили рейсы аэротакси, 8 % — регулярные коммерческие рейсы и меньше 1 % пришлось на рейсы военной авиации.

## Авиакомпании и пункты назначения

### Статистика
| Позиция | Аэропорт назначения  | Пассажиров | Авиакомпания                |
| ------- | -------------------- | ---------- | --------------------------- |
| 1       | Денвер               | 53 000     | Great Lakes, United Express |
| 2       | Миннеаполис/Сент-Пол | 41 000     | Delta Connection            |